# Афобе, Беник
Беник Тунани Афобе (англ. Benik Tunani Afobe; родился 12 февраля 1993, Лондон, Англия) — конголезский и английский футболист, нападающий клуба «Аль-Зафра». Выступал за национальную сборную ДР Конго. Ранее выступал за юношеские и молодёжные сборные Англии.

## Клубная карьера

### Юношеские команды «Арсенала»
Беник присоединился к «Арсеналу» 1 мая 2001 года. В сезоне 2007/08 он забил сорок голов за команду до 16 лет. Беник забил 32 гола в 37 матчах за два сезона в команде до 18 лет и признавался лучшим её игроком по итогам сезона. После стажировки в «Барселоне», Беник в феврале 2010 года заключил профессиональный контракт с «Арсеналом». Спортивные издания нарекли молодого форварда большой надеждой английского футбола.

### Аренда в «Хаддерсфилд Таун»
2 ноября 2010 года Беник подписал арендный контракт с клубом «Хаддерсфилд Таун» сроком до декабря. Он дебютировал за клуб в победном матче с «Шеффилд Уэнсдей» (2-0). После игры главный тренер «Хаддерсфилд Таун» Ли Кларк назвал молодого игрока «одним из самых лучших выпускников академии „Арсенала“». В матче за Трофей Футбольной лиги с «Ротерем Юнайтед» он забил свои первые голы. Аренда была продлена до конца сезона, и Беник всё это время попадал в состав, забив пять голов в чемпионате и четыре раза признававшись лучшим игроком матча. Всего же во всех турнирах на его счету восемь мячей в 32 матчах.

### Сезон 2011/12
Беник дебютировал за «Арсенал» в матче турнира Emirates Cup против «Нью-Йорк Ред Буллз», заменив на 7-й минуте травмированного Джека Уилшира. На 74-й минуте он сам был травмирован и был заменён на Андрея Аршавина. Молодой игрок вернулся в строй перед игрой с дублем «Манчестер Юнайтед». Проведя на поле 22 минуты, Беник получил новую травму и в следующий раз появился на поле лишь 21 февраля 2012 года в матче с дублем «Норвич Сити», в котором не реализовал пенальти. 22 марта он был арендован «Редингом» до конца сезона и провёл за этот клуб три матча.

### Аренда в «Болтон Уондерерс»
3 августа 2012 года Беник перешёл на правах годичной аренды в «Болтон Уондерерс». За этот клуб он дебютировал на следующий же день в товарищеском матче против «Портсмута». 7 августа Беник сделал хет-трик в товарищеском матче с «Транмир Роверс». 18 августа он дебютировал за «Болтон Уондерерс» в официальном матче с «Бернли». 23 октября он забил свой первый гол за этот клуб в матче против «Вулверхэмптон Уондерерс».

### «Вулверхэмптон Уондерерс»
14 января 2015 года перешёл в «Вулверхэмптон Уондерерс» за 2 миллиона фунтов. Контракт подписан сроком на 3,5 года. В «Вулверхэмптоне» Афобе получил 12-й номер (ранее под ними играли Янник Сагбо и Дэнни Грэм). Первый гол за «Вулверхэмптон» забил 17 января 2015 года в матче против «Блэкпула». В летнее трансферное окно 2015 года «Норвич» сделал предложение «волкам», но они отказались продавать Афобе.

### «Борнмут»
10 января 2016 года перешёл в «Борнмут» за 10 миллионов фунтов. Контракт подписан сроком на 4,5 года. Первый гол за «Борнмут» забил 16 января в матче против «Норвича».

### «Возвращение в Вулверхэмптон»
31 января 2018 года Вулверхэмптон арендовал футболиста на полгода с возможным правом выкупа. Таким образом Беник вернулся в свой бывший клуб.

### «Сток Сити»
12 июня 2018 года Афобе был отдан в аренду опустившемуся в Чемпионшип клубу «Сток Сити» на полгода с обязательством последующего выкупа за 12 млн фунтов стерлингов. 4 января 2019 года переход был оформлен на постоянной основе.

## Карьера в сборной
Он был капитаном сборной Англии до 12 лет на Кубке мира 2005 года во Франции. В 2008 году Беник забил четыре гола в трёх матчах за сборную Англии до 16 лет на турнире Victory Shield, повторив достижение Майкла Оуэна. Он был членом сборной Англии до 17 лет, выигравшей в 2010 году юношеский чемпионат Европы по футболу. Сам Беник удостоился всяческих похвал за свою игру. В составе сборной до 19 лет он появился в августе 2010 года. В июне 2011 года Беник принял участие на чемпионате мира до 20 лет в Колумбии. В 2012 году Беник результативно дебютировал за молодёжную сборную Англии.

## Достижения
Со сборными Англии
- Победитель Victory Shield: 2008
- Чемпион Европы (до 17 лет): 2010

«Арсенал»
- Победитель чемпионата академий: 2009/10

«Рединг»
- Победитель чемпионата футбольной лиги: 2011/12

## Клубная статистика
По состоянию на 17 мая 2016 года
| Выступление             | Выступление      | Выступление      | Лига | Лига | Кубки | Кубки | Еврокубки | Еврокубки | Остальные | Остальные | Итого | Итого |
| Клуб                    | Лига             | Сезон            | Игры | Голы | Игры  | Голы  | Игры      | Голы      | Игры      | Голы      | Игры  | Голы  |
| ----------------------- | ---------------- | ---------------- | ---- | ---- | ----- | ----- | --------- | --------- | --------- | --------- | ----- | ----- |
| Арсенал                 | Премьер-лига     | 2010/11          | 0    | 0    | 0     | 0     | 0         | 0         | 0         | 0         | 0     | 0     |
| Арсенал                 | Итого            | Итого            | 0    | 0    | 0     | 0     | 0         | 0         | 0         | 0         | 0     | 0     |
| Хаддерсфилд Таун→       | Первая лига      | 2010/11          | 28   | 5    | 3     | 1     | 0         | 0         | 4         | 2         | 35    | 8     |
| Хаддерсфилд Таун→       | Итого            | Итого            | 28   | 5    | 3     | 1     | 0         | 0         | 4         | 2         | 35    | 8     |
| Рединг→                 | Чемпионшип       | 2011/12          | 3    | 0    | 0     | 0     | 0         | 0         | 0         | 0         | 3     | 0     |
| Рединг→                 | Итого            | Итого            | 3    | 0    | 0     | 0     | 0         | 0         | 0         | 0         | 3     | 0     |
| Болтон Уондерерс→       | Чемпионшип       | 2012/13          | 20   | 2    | 3     | 1     | 0         | 0         | 0         | 0         | 23    | 3     |
| Болтон Уондерерс→       | Итого            | Итого            | 20   | 2    | 3     | 1     | 0         | 0         | 0         | 0         | 23    | 3     |
| Миллуолл→               | Чемпионшип       | 2012/13          | 5    | 0    | 0     | 0     | 0         | 0         | 0         | 0         | 5     | 0     |
| Миллуолл→               | Итого            | Итого            | 5    | 0    | 0     | 0     | 0         | 0         | 0         | 0         | 5     | 0     |
| Шеффилд Уэнсдей→        | Чемпионшип       | 2013/14          | 12   | 2    | 1     | 0     | 0         | 0         | 0         | 0         | 13    | 2     |
| Шеффилд Уэнсдей→        | Итого            | Итого            | 12   | 2    | 1     | 0     | 0         | 0         | 0         | 0         | 13    | 2     |
| Милтон-Кинс Донс→       | Первая лига      | 2014/15          | 22   | 10   | 7     | 8     | 0         | 0         | 1         | 1         | 30    | 19    |
| Милтон-Кинс Донс→       | Итого            | Итого            | 22   | 10   | 7     | 8     | 0         | 0         | 1         | 1         | 30    | 19    |
| Вулверхэмптон Уондерерс | Чемпионшип       | 2014/15          | 21   | 13   | 0     | 0     | 0         | 0         | 0         | 0         | 21    | 13    |
| Вулверхэмптон Уондерерс | Чемпионшип       | 2015/16          | 25   | 9    | 2     | 1     | 0         | 0         | 0         | 0         | 27    | 10    |
| Вулверхэмптон Уондерерс | Итого            | Итого            | 46   | 22   | 2     | 1     | 0         | 0         | 0         | 0         | 48    | 23    |
| Борнмут                 | Премьер-лига     | 2015/16          | 15   | 4    | 0     | 0     | 0         | 0         | 0         | 0         | 15    | 4     |
| Борнмут                 | Итого            | Итого            | 15   | 4    | 0     | 0     | 0         | 0         | 0         | 0         | 15    | 4     |
| Всего за карьеру        | Всего за карьеру | Всего за карьеру | 151  | 45   | 16    | 11    | 0         | 0         | 5         | 3         | 172   | 59    |